# Valence-en-Brie
Valence-en-Brie ist eine französische Gemeinde mit 1.023 Einwohnern (Stand: 1. Januar 2022) im Département Seine-et-Marne in der Region Île-de-France. Sie gehört zum Arrondissement Melun und zum Kanton Nangis (bis 2015: Kanton Le Châtelet-en-Brie).
Die Einwohner werden Valençois genannt.

## Geographie
Valence-en-Brie liegt etwa 19 Kilometer südöstlich von Melun sowie etwa 61 Kilometer südöstlich von Paris und wird vom Ru de la Vallée Javot durchflossen.

### Nachbargemeinden
Umgeben ist Valence-en-Brie von den Gemeinden Les Écrennes im Norden, Échouboulains im Osten und Nordosten, Forges im Südosten, La Grande-Paroisse im Süden, Vernou-la-Celle-sur-Seine im Südwesten, Machault im Westen sowie Pamfou im Westen und Nordwesten.

## Bevölkerungsentwicklung
| Jahr      | 1962 | 1968 | 1975 | 1982 | 1990 | 1999 | 2006 | 2013 |
| Einwohner | 497  | 433  | 423  | 495  | 549  | 653  | 844  | 903  |

## Gemeindepartnerschaften
Mit der deutschen Ortschaft Rendel, einem Ortsteil der hessischen Stadt Karben, besteht seit 1964 eine Partnerschaft.

## Sehenswürdigkeiten
- Kirche Saint-Nicolas aus dem 15. Jahrhundert, Umbauten aus dem späten 19. Jahrhundert (siehe auch: Liste der Monuments historiques in Valence-en-Brie)
- Zehnthof

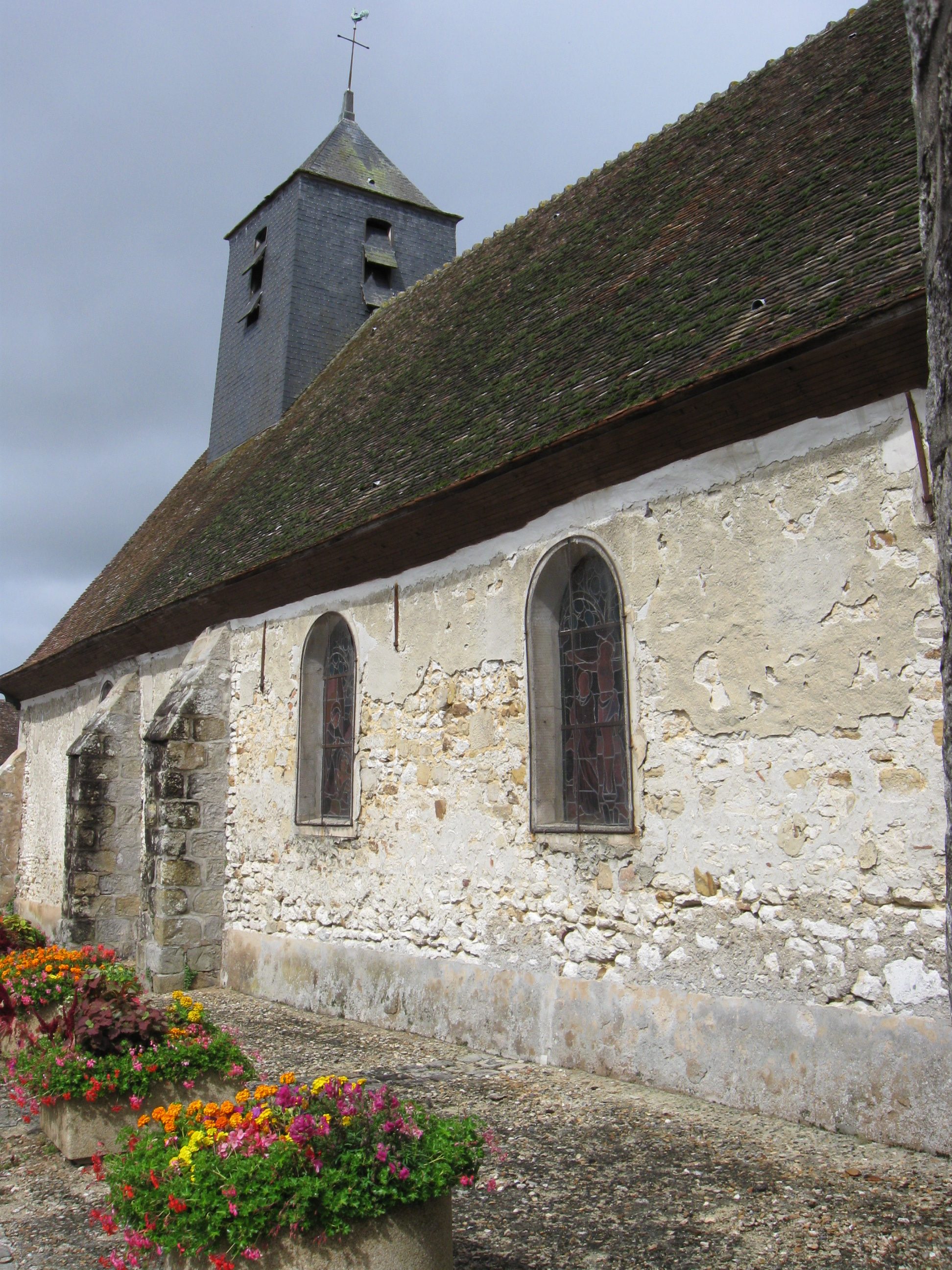
Kirche Saint-Nicolas
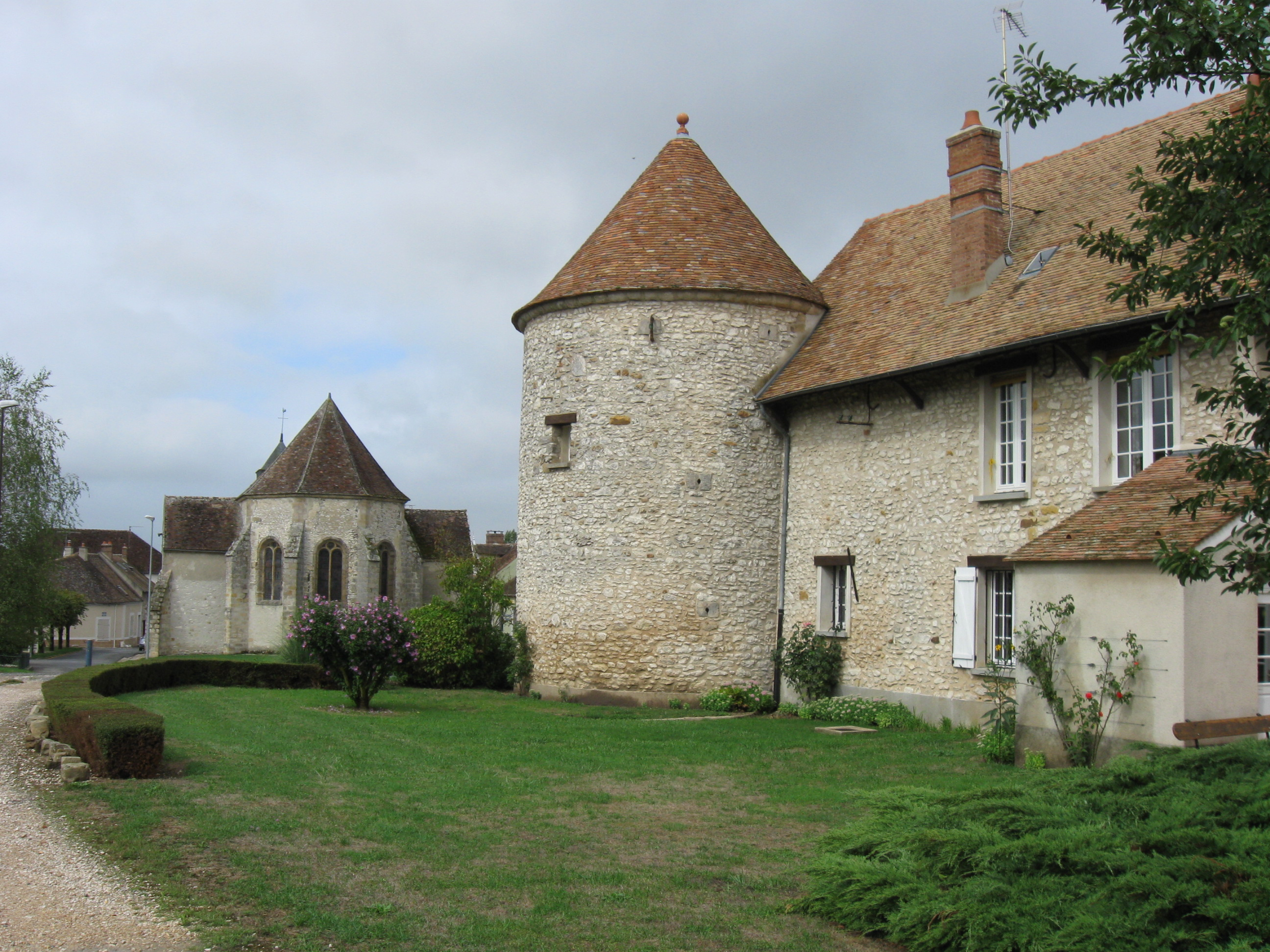
Zehnthof